# Клаудија Шифер
Клаудија Марија Шифер (Рајнаберг, 25. август 1970) је немачки модел, глумица и креативни директор. Поседује сопствену колекцију одеће. Шифер је стекла велику популарност и постала позната током раних деведесетих као један од најуспешнијих светских модела. Појавила се у више од 1000 насловница светских часописа.

## Биографија
Рођена је у градићу Рајнаберг, недалеко од Диселдорфа. Мајка Гудрун и отац Хајнц, који је по занимању адвокат, осим ње, имају синове Стефана и Андреаса и кћерку Ан Керолин.
У раној младости хтела је да студира право и да ради у очевој адвокатској фирми, али касније је одустала од тога због моде. У октобру 1987, са 17 година, током једног изласка у диско у Диселдорфу, запазио ју је Мишел Леватон, власник Метрополитан Модел Агенције (Metropolitan Model Agency) и ангажовао је. Ускоро се појавила на насловници француског издања модног часописа Ел и изазвала пажњу у европским модним круговима. Радила је за најпознатије модне дизајнере и куће, као што су Шанел, Кристијан Диор, Версаче, Фенди, Гучи, Прада, Валентино, Ђорђо Армани, Роко Бароко, Баленсијага, Хуго Бос, Долче и Габана, Том Форд, Лаура Бјађоти, Мисони, Бурбери, Етро, Роберто Кавали, Алберта Ферети, Каролина Херера, Жан Пол Готје, Ђанфранко Фере, Пјер Карден, Карл Лагерфелд, Џон Галијано и многе друге.
По завршетку школовања наставила је с манекенском каријером. Наступила је у низу успешних филмова и видео спотова. Ипак, више успеха је постигла у модном свету, него као глумица. Због свог физичког изгледа, лица и плаве косе, често су је поредили са француском глумицом Брижит Бардо.
Била је у вези с неколико мушкараца, од којих је био најпознатији амерички мађионичар Дејвид Коперфилд с којим је била у вези пет година. Истовремено, због велике лепоте и популарности, имала је низ проблема с прогонитељима и папарацима.

## Приватни живот
Од 2002. године удата је за америчког филмског продуцента Метјуа Вона с којим има троје деце, сина Каспара и две кћерке Клементину и Козиму.
Сувласница је чувеног ланца ресторана „Фешон кафе“ који држи заједно са Синди Крафорд, Наоми Кембел, Ел Макферсон и Кристи Терлингтон.

## Филмографија
| Улоге Клаудије Шифер |              |                                          |           |          |
| Година               | Српски назив | Изворни назив                            | Улога     | Напомена |
| 1994.                | Богати Ричи  | Richie Rich                              | саму себе |          |
| 1994.                | Висока мода  | Prêt-à-Porter                            | саму себе |          |
| 1996.                |              | Perfectly Fit                            |           |          |
| 1997.                |              | The Blackout                             | Сузан     |          |
| 1999.                |              | Desperate But Not Serious                |           |          |
| 1999.                |              | Friends & Lovers                         | Карла     |          |
| 1999.                |              | Black and White                          | Грета     |          |
| 2000.                |              | Meeting Genevieve                        |           |          |
| 2000.                |              | Chain Of Fools                           |           |          |
| 2001.                |              | In Pursuit                               |           |          |
| 2001.                |              | Zoolander                                |           |          |
| 2002.                |              | 666 – Traue keinem, mit dem Du schläfst! |           |          |
| 2002.                |              | Life Without Dick                        | Мери      |          |
| 2003.                |              | Love Actually                            | Керол     |          |

## Галерија слика
- Клаудија Шифер 1993. године.
- Клаудија Шифер 2009.
- Клаудија Шифер.